# USA Pro Challenge
De USA Pro Challenge, voorheen USA Pro Cycling Challenge en ook wel Ronde van Colorado genoemd, was een Amerikaanse wielerronde die tussen 2011 en 2015 jaarlijks werd verreden eind augustus in de staat Colorado. De ronde maakte deel uit van de UCI America Tour, een van de continentale circuits die de UCI organiseert.
Kenmerk van de ronde was dat deze op grote hoogte wordt verreden. De dalen liggen rond de 2000 meter hoogte en de hoogste toppen liggen bijna 3700 meter boven zeeniveau. De eerste editie kende meteen een zeer sterk deelnemersveld met onder andere het volledige podium van de een maand daarvoor gereden Ronde van Frankrijk.
Vanwege een tekort aan sponsors werd de editie van 2016 geannuleerd; sindsdien is de USA Pro Challenge niet meer georganiseerd.

## Lijst van winnaars

### Overwinningen per land
| Overwinningen | Land             |
| ------------- | ---------------- |
| 4             | Verenigde Staten |
| 1             | Australië        |

2005 · 
2006 · 
2007 · 
2008 · 
2009 · 
2010 · 
2011 · 
2012 · 
2013 ·
2014 ·
2015 ·
2016 ·
2017 · 
2018 ·
2019 ·
2020 ·
2021 ·
2022 ·
2023 ·
2024 ·
2025
Belangrijkste wedstrijden

Ronde van San Luis · Ronde van Californië · Ronde van Utah · USA Pro Challenge · Ronde van Alberta